# 越雲みなみ
越雲 みなみ（こしくも みなみ、1996年7月21日-）は、日本のゴルファー。

## 経歴
スポーツインストラクターである父親の影響で10歳からゴルフを始め、中学3年のときに世界ジュニアに出場する。
細身ながら、ドライバーの平均飛距離は250ヤード。
プロテストは2度挑戦し、どちらもファイナルまで進出するものの、2017年は3打足りずに惜しくも合格を逃す。
QTも3回挑戦しているが、2015年はセカンドQTを55位で敗退、翌2016年はファースQTを22Tで予選敗退。
実力は認められているものの、結果を残せず出場できる試合がなかったため、一念発起し、2016年は韓国女子プロインターナショナルQTを受験。2016年の8月に済州島の試合で上位フィニッシュを果たす。この時は済州島だけでなく、ソウルから300キロも離れた全羅南道(チョルラナムド)の務安(ムアン)CCにも行っている。周辺にはまったくご飯を食べられるところがなく、ゴルフ場まで行くにもソウルからKTX(韓国高速鉄道)とタクシーを乗り継いていくような過酷な環境の中、2部、3部ツアーへ進出を果たした。日本とはまったく違った環境で試合経験を積み、2018年のプロテストは2次（2017年ファイナル進出のため）から挑戦する。

## 主な戦績
- 2014年 ボルビック杯日韓ジュニアゴルフ選手権 全体順位1位
- 2014年 第4回日韓国際ジュニアゴルフ選手権 全体順位2位
- 2017年 LPGAプロテストで昨年に続きファイナル進出を果たす

## 出演
テレビ
- テレビ埼玉「ゴル魂！」（2017年8月19日～9月30日）
- BS日テレ「ゴルフ・サバイバル」（2017年7月1日）
- NBS長野放送「NBSカップin軽井沢　若手女子プロ対抗戦」（2017年11月）
- テレビ埼玉「橋本マナミのLeader's Golf」（2018年4月〜）